# Bibanco Gyula Emánuel
Bibanco Gyula Emánuel (névvariáns: Bibanco Gyula Imre, Julius Emanuel Bibanco; Szilézia, 1797 körül – Pest, 1841. június 1.) tanár, könyvviteli szakíró, a kereskedelmi szakmunkásképzés egyik magyarországi megszervezője.

## Élete
Az 1820-as évek végén javasolta a heti 4 órás szakoktatást megvalósító úgynevezett vasárnapi iskolák indítását, melyekben főképp a kereskedők tanoncai folytattak tanulmányokat. Pesten 1830-ban megalapította az első kereskedelmi nevelőintézetet, melynek tulajdonosa és igazgatótanára volt 1831-től.
Ebben az intézetben, amely 1838-ban nyilvánossági jogot kapott, teljes óraszámban folyt az oktatás német tannyelven és kötelező volt a magyar nyelvtani ismeretek, a jogi alapok és elemi történelmi ismeretek tanítása is. Ehhez a háromtagozatos iskolához csatlakozott egyik tagozatként az esti tagozattal kibővített vasárnapi iskola. A másik tagozaton kereskedelmi oktatást folytattak, nevelőintézet is tartozott hozzá.
Elhunyt 1841. június 1-jén hajnali 3 órakor, 44. évében. A Váci úti temetőben helyezték örök nyugalomra.

## Munkái
- Vorträge über die Handelswissenschaften. Pest, 1833–41. négy kötet.
- Prolog der Handels-Lehranstalt. Ofen. 1835.
- Die kaufmännische Buchhaltung. Pesth, 1840. (2. kiadás Uo. 1842.)
- Neuestes Contor-Handbuch. Uo. 1840.
- Das ungarische Handels- und Wechselrecht. Ofen, 1841. (Censurai példánya az Országos Széchényi Könyvtár kézirattárában.)
- Theoretisch-praktische Anleitung zur kaufmännischen Stylistik. 3. kiadás Pest, 1847. (4. kiad. Uo. 1855. 5. k. Uo. 1860. Körner Frigyes tanár által átdolgozva.)